# Iuri Drozdov
Iuri Drozdov (Minsk, 19 de setembre de 1925 - Moscou, 21 de juny de 2017) va ser un militar i espia soviètic, alt càrrec del KGB.
Va lluitar en la Segona Guerra Mundial i posteriorment es va afiliar al KGB que el va enviar a la República Democràtica Alemanya. El 1962 va participar en el famós intercanvi dels espies Rudolf Abel i Francis Gary Powers als afores de Berlín. També va dirigir durant anys el famós Directorat S, a càrrec dels espies "il·legals" que vivien ocults en països occidentals. Durant la seva carrera va treballar també a la Xina i als Estats Units.